# Индевор (Висконсин)
Индевор (енгл. Endeavor) град је у америчкој савезној држави Висконсин.

## Демографија
По попису из 2010. године број становника је 468, што је 28 (6,4%) становника више него 2000. године.
| Група             | 2000.       | 2010.       |
| Белци             | 426 (96,8%) | 420 (89,7%) |
| Афроамериканци    | 1 (0,2%)    | 9 (1,9%)    |
| Азијати           | 1 (0,2%)    | 9 (1,9%)    |
| Хиспаноамериканци | 3 (0,7%)    | 21 (4,5%)   |
| Укупно            | 440         | 468         |